# آي. دبليو. بي لويس
آي. دبليو. بي لويس (بالإنجليزية: I. W. P. Lewis)‏ هو مصمم ومهندس أمريكي، (و. 1808  م).